# Michael Strahan
Michael Anthony Strahan (født 21. november 1971 i Houston, Texas, USA) er en pensioneret amerikansk footballspiller, der tilbragte hele sin 15 år lange karriere i NFL som defensive end for New York Giants. Han kom ind i ligaen i 1993 og nåede i sin sidste kamp at sikre sig et Super Bowl-trofæ, da hans hold Giants besejrede New England Patriots.
Strahan blev igennem sine 15 år i NFL syv gange udtaget til Pro Bowl